# Nuchatlitz Park
Nuchatlitz Park är en park i Kanada.   Den ligger i provinsen British Columbia, i den sydvästra delen av landet, 3 800 km väster om huvudstaden Ottawa. Nuchatlitz Park ligger 4 meter över havet.
Terrängen runt Nuchatlitz Park är huvudsakligen kuperad, men åt sydväst är den platt. Havet är nära Nuchatlitz Park åt sydväst. Trakten runt Nuchatlitz Park är nära nog obefolkad, med mindre än två invånare per kvadratkilometer.. Närmaste större samhälle är Zeballos, 17,3 km norr om Nuchatlitz Park. 
I omgivningarna runt Nuchatlitz Park växer i huvudsak barrskog.